# معهد اللقاحات الدولي
يعتبر معهد اللقاحات الدولي (IVI) جهة مستقلة لا تهدف للربح، ومنظمة دولية تأسست على افتراض أساسي بأنه يمكن تحسين صحة الأطفال في البلاد النامية بشكل كبير عن طريق استخدام لقاحات جديدة ومحسنة. بالتعاون مع المجتمع العلمي الدولي ومنظمات الصحة العامة والحكومات والصناعة، يشارك المعهد الدولي للقاحات في جميع مجالات سلسلة اللقاحات - بدءًا من تصميم اللقاح الجديد في المختبر وحتى تطوير اللقاح وتقييمه في الميدان إلى تسهيل إدخال اللقاحات بشكل مستدام في البلاد التي تحتاج إليها بشدة.
تم إنشاء معهد اللقاحات الدولي في البداية كمبادرة من برنامج الأمم المتحدة الإنمائي (UNDP)، وبدأ مهامه الرسمية كمنظمة دولية مستقلة في عام 1997 في سيول، جمهورية كوريا. حالياً، يوجد 35 دولة بجانب منظمة الصحة العالمية كموقعين على اتفاقية تأسيسه. للمعهد تفويض فريد للعمل حصرياً على تطوير اللقاحات وإدخالها على وجه التحديد للأشخاص في البلاد النامية، مع التركيز على الأمراض المهملة التي تؤثر على هذه المناطق.

## تاريخ

### خلفية
في عام 1992، أجرى دكتور سونغ إيل شين، كبير المستشارين الصحيين في برنامج الأمم المتحدة الإنمائي دراسة للنظر في إمكانية إنشاء معهد دولي مخصص لبحث وتطوير اللقاحات ضمن إطار مبادرة لقاحات الأطفال. واستناداً للنتائج التي توصلت إليها دراسة الجدوى التي أجراها دكتور شين، اعتمد برنامج الأمم المتحدة الإنمائي في عام 1993 مقترحًا رسميًا لإنشاء المعهد الدولي للقاحات. في عام 1994، عقب الدعوة لتقديم مقترحات لاستضافة المعهد الدولي للقاحات في منطقة آسيا والمحيط الهادئ، توصل برنامج الأمم المتحدة الإنمائي وجمهورية كوريا إلى اتفاق لاستضافة المركز في سيول. وفي عام 1995، افتتح برنامج الأمم المتحدة الإنمائي مكتبًا مؤقتًا للمعهد الدولي للقاحات في حرم جامعة سيول الوطنية وبدأ المعهد عمله الأولي وتطويره التنظيمي.